# Триплатинагептагаллий
Триплатинагептагаллий — бинарное неорганическое соединение
платины и галлия
с формулой Ga7Pt3,
кристаллы.

## Получение
- Сплавление стехиометрических количеств чистых веществ:

{\displaystyle {\mathsf {3Pt+7Ga\ {\xrightarrow {822^{o}C}}\ Ga_{7}Pt_{3}}}}

## Физические свойства
Триплатинагептагаллий образует кристаллы
кубической сингонии,
пространственная группа I m3m,
параметры ячейки a = 0,878604 нм, Z = 4,
структура типа гептастаннида трирутения Ru3Sn7
.
Соединение образуется по перитектической реакции при температуре 822 °C.
При температуре 2,9 К переходит в сверхпроводящее состояние.